# Margaret Taylor
Margaret Mackall Smith Taylor (Calvert County (Maryland), 21 september 1788 - East Pascagoula (Mississippi), 14 augustus 1852) was de echtgenote van Amerikaans president Zachary Taylor en de first lady van het land tussen 1849 en 1850. Haar bijnaam was Peggy.
Ze werd geboren in Calvert County, Maryland als dochter van Ann Mackall en Walter Smith, een majoor uit de Amerikaanse Onafhankelijkheidsoorlog. In 1809 bezocht ze een zuster van haar in Kentucky en ontmoette zo luitenant Taylor. Ze trouwden de volgende maand juni en gingen wonen op een boerderij die ze als geschenk hadden gekregen van Zachary's vader. Daar kreeg ze haar eerste kind maar volgde nadien haar man van garnizoen naar garnizoen.
Twee jonge dochters stierven in 1820; drie meisjes en een jongen groeiden wel op. Omdat het een moeilijk leven was als vrouw van een militair gaf ze haar dochters de raad om niet met een carrièresoldaat te trouwen maar ze sloegen haar raad in de wind en trouwden elk met een militair.
Haar tweede dochter, Sarah Knox Taylor, huwde met Jefferson Davis, niet geheel met de volle toestemming van haar ouders. Na drie maanden huwelijk overleed Sarah aan malaria; Jefferson zou later nog president worden van de Confederatie. President Taylor verzoende zich niet met Davis tot ze samen vochten in Mexico. Varina Howell, Jeffersons tweede vrouw, werd een goede vriendin van Margaret en bezocht haar vaak in het Witte Huis nadat Zachary Taylor president werd. Door de slechte gezondheid van Margaret vervulde ze niet veel taken van first lady en liet die over aan haar jongste dochter Mary Elizabeth.
Zestien maanden nadat hij president werd, overleed Zachary en werd Margaret weduwe. Zelf overleed ze twee jaar later.
Martha Washington ·
Abigail Adams ·
Martha Jefferson Randolph ·
Dolley Madison ·
Elizabeth Kortright Monroe ·
Louisa Adams ·
Emily Donelson ·
Sarah Yorke Jackson ·
Angelica Van Buren ·
Anna Harrison ·
Letitia Tyler ·
Priscilla Tyler ·
Julia Tyler ·
Sarah Polk ·
Margaret Taylor ·
Abigail Fillmore ·
Jane Pierce ·
Harriet Lane ·
Mary Lincoln ·
Eliza Johnson ·
Julia Grant ·
Lucy Hayes ·
Lucretia Garfield ·
Mary McElroy ·
Rose Cleveland ·
Frances Cleveland ·
Caroline Harrison ·
Mary Harrison McKee ·
Ida McKinley ·
Edith Roosevelt ·
Helen Taft ·
Ellen Wilson ·
Edith Wilson ·
Florence Harding ·
Grace Coolidge ·
Lou Hoover ·
Eleanor Roosevelt ·
Bess Truman ·
Mamie Eisenhower ·
Jacqueline Kennedy ·
Lady Bird Johnson ·
Pat Nixon ·
Betty Ford ·
Rosalynn Carter ·
Nancy Reagan ·
Barbara Bush ·
Hillary Clinton ·
Laura Bush ·
Michelle Obama ·
Melania Trump ·
Jill Biden ·
Melania Trump
- Library of Congress Control Number: n2007161245
- SNAC: w6j49h0s
- Virtual International Authority File: 11765780
- WorldCat: E39PBJyh73RqPwvV9mrwwPYF8C